# Amorbach
Amorbach település Németországban, azon belül Bajorországban. Lakosainak száma 3914 fő (2023. december 31.).

## Népesség
A település népessége az elmúlt években az alábbi módon változott:
| Lakosok száma | 2380 | 3950 | 4186 | 4273 | 3975 | 3966 | 3987 | 3958 | 3962 | 3914 |
|               | 1875 | 1950 | 1975 | 1987 | 2012 | 2014 | 2016 | 2017 | 2021 | 2023 |

## Fekvése
Miltenbergtől délre fekvő település.

## Története
A Leiningen hercegi család birtoka volt. Palotájuk  (Stadtschloss) 1724-1727 között épült, az 1800-as években az angol gótika szerint újították fel. A város favázas házai közül kiemelkedik a 15. századi városháza (Rathaus) és az egykori hercegi kancellária (Altes Stadthaus), melynek lépcsőházi toronnyal ékesített késő gótikus fagerendás épületében helyezték el a helytörténeti múzeumot (Heimatmuseum).

## Galéria

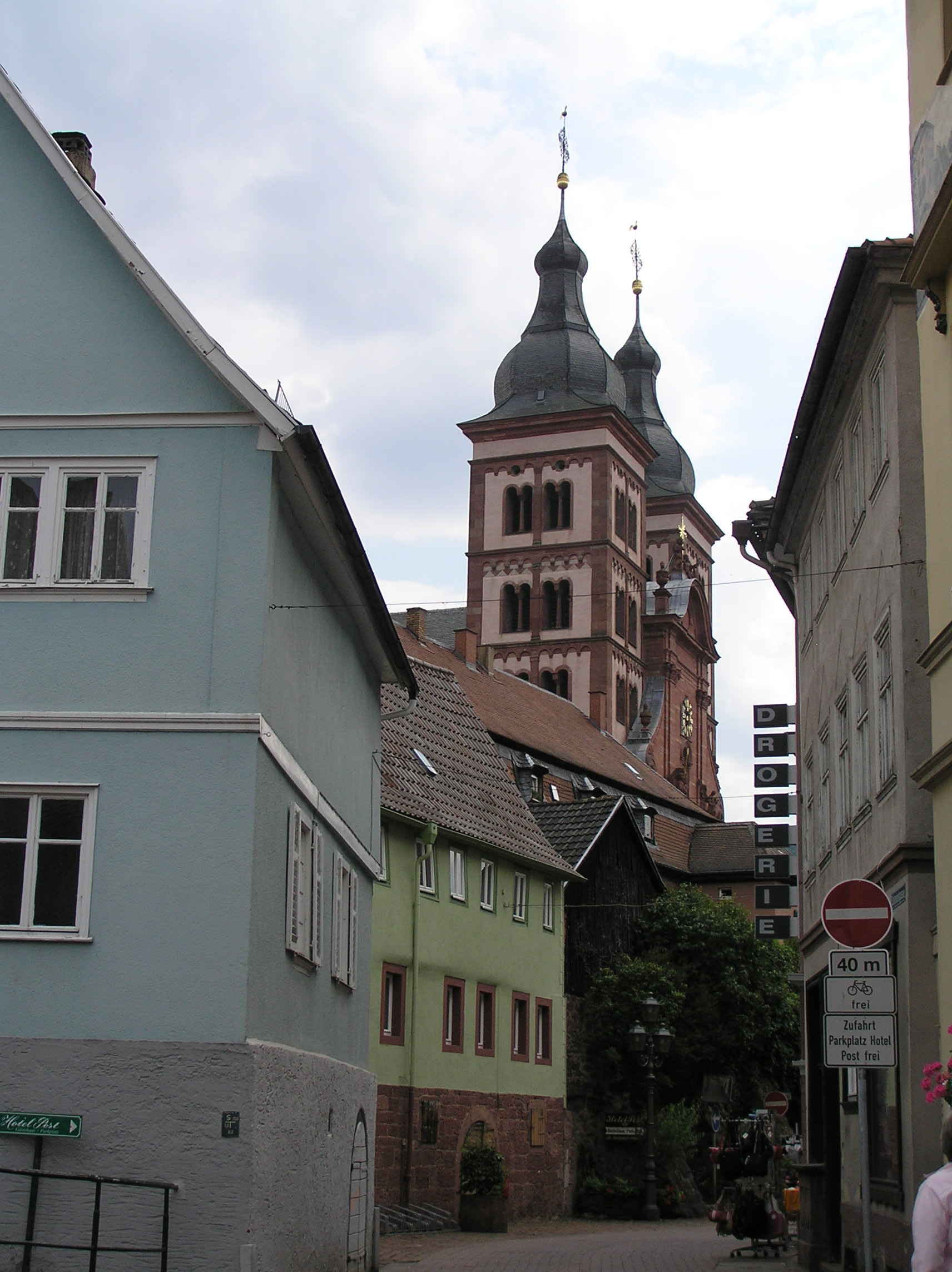
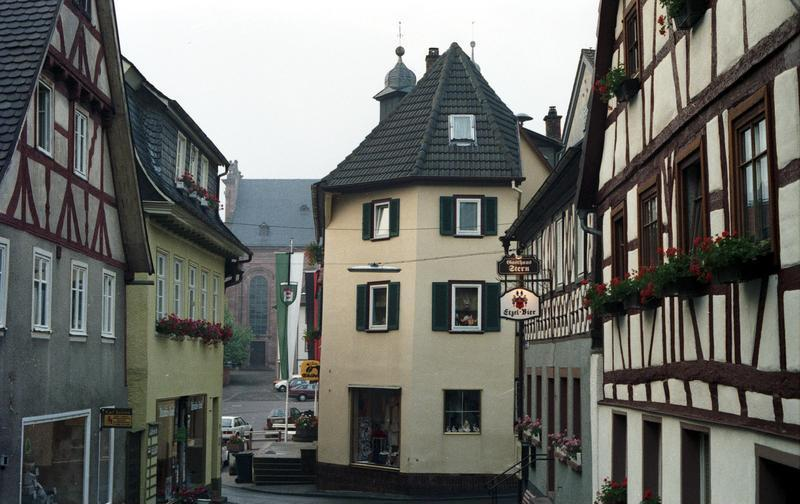
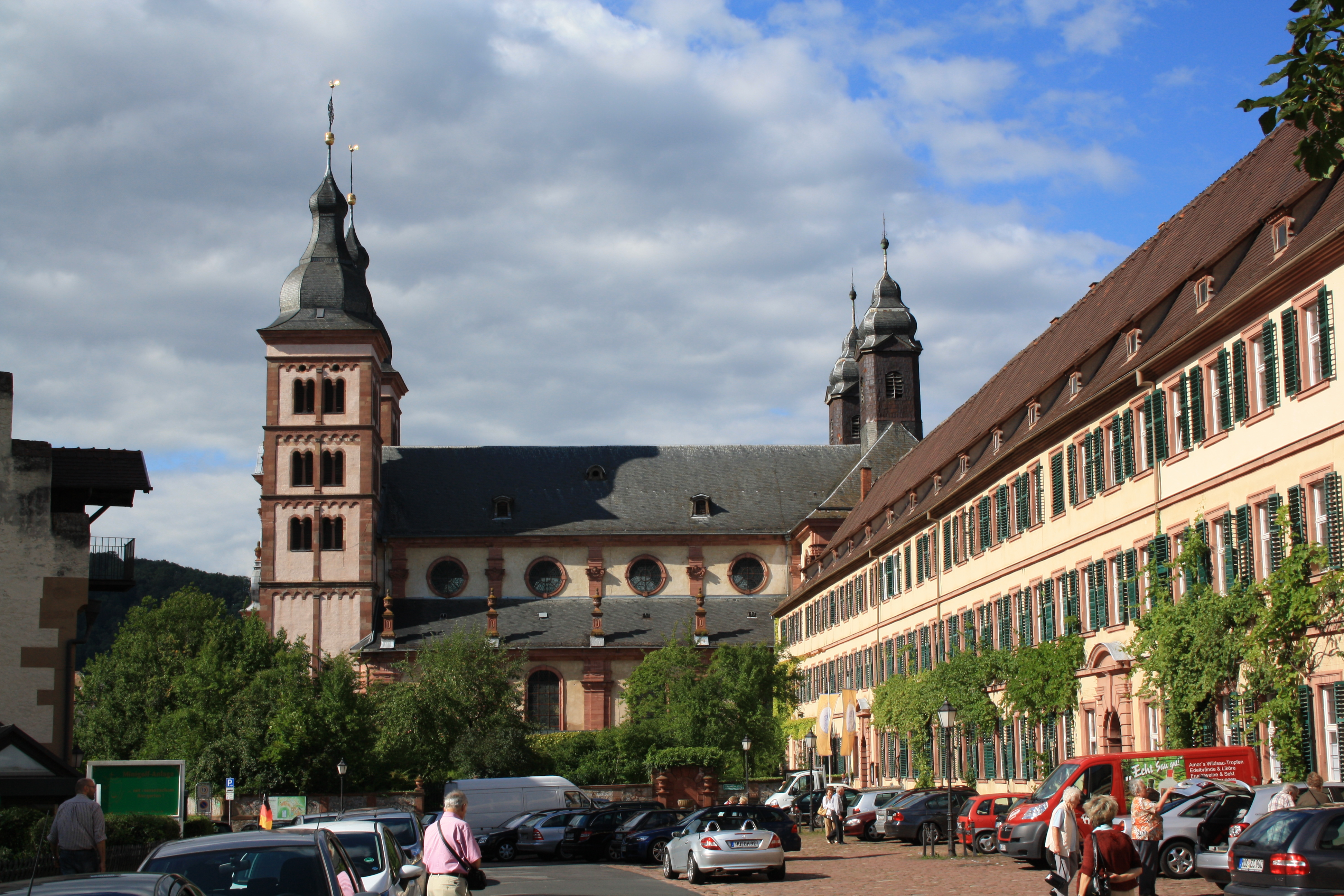